# Erbrecht (Deutschland)
Das Erbrecht ist als subjektives Recht das Recht, Verfügungen über das Eigentum oder andere veräußerbare Rechte für den Eintritt des eigenen Todes hin zu regeln und andererseits auch Begünstigter solcher Verfügungen zu werden (zu „erben“). Der Begriff Erbrecht bezeichnet im objektiven Sinn auch die Rechtsnormen, die sich mit dem Übergang des Vermögens einer Person (Erblasser) bei ihrem Tod auf eine oder mehrere andere Personen befassen.

## Sachrecht

### Verfassungsgebot
Das Erbrecht ist in Art. 14 Grundgesetz (GG) ausdrücklich garantiert, es ergänzt die Eigentumsgarantie insofern, als sie den Fortbestand des Privateigentums über den Tod hinaus sicherstellt. Der Inhalt und die Schranken des Erbrechts bestimmen sich nach den einfach-rechtlichen Vorschriften. Grundrechtlich gesichert sind die Testierfreiheit, die auch durch die Privatautonomie gedeckt wird, das Recht der Erben, über das Erbe wie ein Eigentümer verfügen zu können, das Pflichtteilsrecht der Kinder des Erblassers und das gesetzliche Erbrecht der Verwandten.

### Bürgerliches Recht
Das deutsche Erbrecht ist im Wesentlichen im fünften und letzten Buch (Erbrecht) des Bürgerlichen Gesetzbuches (§§ 1922–2385 BGB) geregelt. Da jeder Mensch stirbt, ist das Erbrecht von großer allgemeiner Relevanz. Gleichzeitig hat es aktuell eine große wirtschaftliche Bedeutung; pro Jahr werden in Deutschland Gegenstände im Wert von etwa 400 Mrd. Euro vererbt. Neben den Regelungen im fünften Buch finden sich auch in anderen Büchern des BGB und außerhalb des BGB erbrechtliche Normen. Darüber hinaus regelt das Erbschaftsteuergesetz die Besteuerung erbrechtlicher Sachverhalte. Das Erbschaftsteuerrecht wiederum kann Anlass zur Wahl bestimmter erbrechtlicher Gestaltungsmodelle sein.

#### Universalsukzession
Die erste Norm des Erbrechts, § 1922 BGB, bestimmt den für das deutsche Recht zwingenden Grundsatz der Universalsukzession (Gesamtrechtsnachfolge). Daraus folgt, dass das gesamte Vermögen des Erblassers im Moment seines Todes automatisch auf den oder die durch Testament oder die gesetzliche Erbfolge bestimmten Erben übergeht. Eine Vererbung je einzelner Gegenstände (Singularsukzession) ist dagegen grundsätzlich nicht möglich. Ausnahmen dieses Grundsatzes bestehen für Anteile an Personengesellschaften wie Kommanditgesellschaften und im Höferecht.
Bis heute wird in der Rechtswissenschaft diskutiert, ob die Verbindlichkeiten des Erblassers bereits Teil des Erbes nach § 1922 Abs. 1 BGB sind. Diese Frage ist allerdings rein theoretischer Natur, da § 1967 BGB die Übernahme der Nachlassverbindlichkeiten durch die Erben separat anordnet.

#### Gesetzliche Erbfolge
War kein Testament oder Erbvertrag wirksam errichtet, greift die gesetzliche Erbfolge. Sie ist in Deutschland auf natürliche Personen beschränkt und kennt den Fiskus, der eine juristische Person ist, als Erben nur dann, wenn keine andere Person Erbe wird. Der Fiskus erbt also auch dann, wenn die Erbschaft vom letztmöglichen Erben ausgeschlagen wurde. Der Fiskus kann als gesetzlicher Erbe die Erbschaft nach § 1942 BGB nicht ausschlagen (Zwangserbe); er haftet jedoch nur mit dem Nachlass, nicht mit dem eigenen Vermögen, § 2011 BGB.

##### Das gesetzliche Erbrecht des Ehegatten
Ehegatten konkurrieren mit den Verwandten der ersten und zweiten Ordnung sowie mit den Großeltern des Erblassers. Der eingetragene Lebenspartner hat ebenfalls ein solches Erbrecht (§ 10 LPartG).

#### Sogenannter Dreißigster
Wer dem Hausstand angehört, kann gemäß § 1969 BGB beim Tod des Erblassers bis zum dreißigsten Tag nach dem Tod Gewährung von Unterhalt verlangen. Dies kann auch die Nutzung von Wohnung und Haushaltsgegenständen einschließen.

#### Kosten der Bestattung und Grabpflege
Der Erbe hat die Kosten der Bestattung zu tragen (§ 1968 BGB). Haben alle Erben ausgeschlagen, haftet der nächste unterhaltspflichtige Angehörige nach (§ 1615 BGB) trotz Ausschlagung für die Bestattungskosten. Aufgrund des Bestattungsgesetzes des jeweiligen Landes haben zudem bestimmte nahe Angehörige die Bestattung durchzuführen (Bestattungspflicht). Die gesetzlichen Krankenkassen zahlen seit dem 1. Januar 2004 keine Sterbegelder zur Finanzierung der Bestattung mehr.
Den nahen Angehörigen steht das Recht zur Totenfürsorge zu, das die Auswahl von Bestattungsart und -ort sowie die Grabgestaltung umfasst. Hingegen besteht keine gesetzliche Verpflichtung der Erben zur Grabpflege; der Verstorbene kann dies jedoch testamentarisch verfügen.

#### Verfügung von Todes wegen
Der Erblasser kann die Erbfolge durch Testament oder Erbvertrag auch abweichend von der gesetzlichen Erbfolge regeln.
Einschränkungen der Testierfähigkeit bestehen im Verbot des Gesetzesverstoßes nach § 134 BGB und der Sittenwidrigkeit nach § 138 BGB sowie im Schenkungsverbot des Heimgesetzes in § 14 HeimG. Letztere Bestimmung ist in den meisten Bundesländern aufgrund der Föderalismusreform in eigenständigen Heimgesetzen der Länder enthalten.
Pflichtteilsberechtigte (also die Abkömmlinge, der Ehegatte oder eingetragene Lebenspartner und im Falle der Kinderlosigkeit die Eltern) können den Pflichtteil verlangen, wenn sie durch eine Verfügung von Todes wegen von der gesetzlichen Erbfolge ausgeschlossen werden. Der Pflichtteil beträgt 50 % des gesetzlichen Erbteils und kann nur unter den engen Voraussetzungen der § 2333 bis § 2338 BGB entzogen oder beschränkt werden. Das Pflichtteilsrecht ist die größte Einschränkung der Testierfreiheit, die aber in ständiger Rechtsprechung verfassungsgemäß ist.
Verfügungen oder Anordnungen im Erbrecht nennt der Gesetzgeber auch letztwillige Verfügungen, in Deutschland können die folgenden erbrechtlichen Verfügungen getroffen werden:
- Erbeinsetzung einzelner oder mehrerer Personen,

- Enterbung (abdicatio) von Personen, die sonst gesetzlich oder durch eine frühere letztwillige Verfügung als Erben berufen wären,

- Aussetzung von Vermächtnissen,

- Auflagen,

- Teilungsanordnungen als Vorgabe, wie der Nachlass unter den Erben aufzuteilen ist,

- die Anordnung der Testamentsvollstreckung durch einen Testamentsvollstrecker sowie die

- Pflichtteilsentziehung und -beschränkung.

##### Vermächtnis
Ohne jemanden als Erben einzusetzen, kann der Erblasser beliebige Personen mit einem Vermächtnis begünstigen (§ 1939) BGB. Das Vermächtnis ist lediglich ein schuldrechtlicher Anspruch des Berechtigten (Anspruchsgrundlage § 2174 BGB). Der Erbe ist also zur Erfüllung des Vermächtnisanspruches verpflichtet. Eine Singularsukzession findet nicht statt.

##### Auflage
Eine Verfügung von Todes wegen, die einen Erben oder Vermächtnisnehmer zu einer Leistung verpflichtet, ohne dass ein anderer berechtigt ist, die Leistung zu fordern, wird Auflage genannt (§ 1940 BGB). Ein klagbarer Anspruch des Begünstigten wie beim Vermächtnisnehmer besteht nicht. Derjenige, der durch den Wegfall des mit der Auflage Beschwerten begünstigt würde, hat aber einen klagbaren Anspruch auf Erfüllung der Auflage.

##### Testamentsvollstreckung
Der Erblasser kann anordnen, dass sein Wille durch eine andere Person ausgeführt werden soll (§§ 2197 ff. BGB). Der Testamentsvollstrecker hat den Nachlass zu verwalten oder auseinanderzusetzen. Er ist berechtigt, Verbindlichkeiten für den Nachlass einzugehen, soweit dies im Rahmen der Verwaltung erforderlich ist. Weiterhin darf der Testamentsvollstrecker als Partei kraft Amtes aus Rechten, die der Testamentsvollstreckung unterliegen, klagen. Der Testamentsvollstrecker ist dabei nur dem Willen des Erblassers, nicht aber den Weisungen der Erben unterworfen. Ihm steht eine angemessene Vergütung zu.

### Erbschein
Der Erbschein ist das amtliche Zeugnis über die Erbfolge und die vom Erblasser angeordneten Beschränkungen der Erbenstellung  (§§ 2353 ff. BGB). Er legitimiert den Erben im Rechtsverkehr und begründet die Vermutung der Richtigkeit und Vollständigkeit seines Inhalts (§ 2365 BGB). Vorausgesetzt, dass die Verfügung von Todes wegen in einer öffentlichen Urkunde enthalten ist, kann es als Erbfolgenachweis gegenüber dem Grundbuchamt auch genügen, dass die Verfügung von Todes wegen zusammen mit dem Eröffnungsprotokoll des Nachlassgerichtes vorgelegt wird (§ 35 GBO).
Der Erbschein wird nur auf Antrag durch das Amtsgericht ausgestellt. Das Amtsgericht ist hier als Nachlassgericht tätig. Im württembergischen Teil des Landes Baden-Württemberg wurden die Aufgaben des Nachlassgerichts vor 2017 vom staatlichen Notariat wahrgenommen (§ 38 Ba-Wü LFGG).

### Besondere Regelungen

#### Erbunwürdigkeit
Die gesetzliche oder gewillkürte Erbfolge ist ausgeschlossen, wenn der Erbe erbunwürdig ist. Erbunwürdig nach § 2339 BGB ist,
- wer den Erblasser vorsätzlich getötet oder dies versucht hat (Mord nach § 211 oder Totschlag nach § 212 StGB),
- wer den Erblasser durch Täuschung oder Drohung zur Errichtung der Verfügung von Todes wegen gebracht oder an der Aufhebung gehindert hat,
- wer den Erblasser bei einer letztwilligen Verfügung durch Drohung oder Täuschung bestimmt hat,
- wer eine letztwillige Verfügung ge- oder verfälscht hat.[6]

#### Annahme und Ausschlagung
Die Privatautonomie gestattet es dem Erben, eine Erbschaft auch auszuschlagen, also auf sie zu verzichten. Der Erbe kann die Erbschaft innerhalb von sechs Wochen, seitdem er weiß, dass er Erbe ist (§ 1944 Abs. 2 BGB), ausschlagen, falls er sie nicht bereits zuvor, eventuell konkludent, angenommen hat. Ist der Erbe durch Verfügung von Todes wegen berufen, so beginnt die Frist nicht vor der Verkündung der Verfügung. Die Frist beträgt sechs Monate (§ 1944 Abs. 3 BGB), wenn der Erblasser seinen letzten Wohnsitz nur im Ausland gehabt hat oder wenn sich der Erbe bei dem Beginn der Frist im Ausland aufhält. Die Ausschlagung erfolgt durch persönliche Erklärung gegenüber dem für die Nachlasssache zuständigen Nachlassgericht (§ 343 FamFG)  zu Protokoll der Geschäftsstelle oder in notariell beglaubigter Form. Seit dem 1. September 2009 kann die Ausschlagung auch vor dem Nachlassgericht am Wohnsitz des Ausschlagenden erklärt werden (§ 344 Abs. 7 S. 1 FamFG). Nach Ablauf der Frist gilt das Erbe als angenommen. Rechtsgrundlagen: §§ 1944 ff. BGB. Ein Vormund oder rechtlicher Betreuer benötigt die Genehmigung nach § 1822 BGB.
Die Annahme oder auch die Ausschlagung einer Erbschaft kann unter den Voraussetzungen des § 1954 BGB angefochten werden; die Versäumung der Ausschlagungsfrist gem. § 1956 BGB.

#### Erb- und Pflichtteilsverzicht (abdicatio heredis)
Verwandte sowie der Ehegatte des Erblassers können durch Vertrag mit dem Erblasser – also noch vor dem Erbfall – auf ihr gesetzliches Erbrecht verzichten. Der Verzichtende ist dann von der gesetzlichen Erbfolge ausgeschlossen, wie wenn er zur Zeit des Erbfalls nicht mehr lebte; er hat auch kein Pflichtteilsrecht. Der Erbverzicht kann auf das Pflichtteilsrecht beschränkt werden. Ein Sonderfall ist der in § 2352 BGB normierte Zuwendungsverzicht: Wer durch Testament als Erbe eingesetzt oder mit einem Vermächtnis bedacht ist, kann  durch Vertrag mit dem Erblasser auf die Zuwendung verzichten. Die hier genannten Verträge müssen notariell beurkundet sein (§ 2348).

#### Kauf eines Erbteils
Der Erbteil ist ein verkäufliches Gut. Der Vertrag bedarf gemäß § 2371 BGB der notariellen Beurkundung. Den Miterben steht im Fall des Verkaufs eines Erbteils an einen Nichterben das Vorkaufsrecht zu  (§ 2034 BGB).

#### Erbschaftsteuer
Der Bundesgesetzgeber hat eine progressive Steuer gestaltet. Ab einem Freibetrag wird je nach Höhe der Erbschaft ein Steuersatz fällig. Je näher der Erbe an dem Erblasser familiär steht, desto geringer ist der Steuersatz (dreiklassige Steuer). Die Steuer bestimmt sich nach dem Erbschaftsteuergesetz (§ 15, § 19 ErbStG).
Zum 1. Januar 2009 ist ein neues Gesetz über die Erbschaft- und Schenkungsteuer in Kraft getreten, nachdem das „alte“ Erbschaftsteuergesetz für verfassungswidrig erklärt worden war. Das neue Erbschaftsteuerrecht sieht wesentlich höhere Freibeträge für Ehegatten (500.000 Euro statt bisher 307.000 Euro), Kinder (400.000 Euro statt bisher 205.000 Euro) und Enkel (200.000 Euro statt bisher 51.200 Euro) vor. Die Besteuerung bei der Vererbung von Unternehmen wurde ebenfalls neu geregelt. Hier werden jetzt im Regelfall 85 Prozent des Unternehmenswertes von der Besteuerung ausgenommen. Es ist allerdings auch eine Option auf eine hundertprozentige Steuerbefreiung bei der Vererbung von Unternehmen möglich. Experten bezweifeln, dass die neue Erbschaftsteuer den Erfordernissen der Verfassung genügt.

#### Fiskalerbschaft
Die Fiskalerbschaft tritt ein, wenn zum Zeitpunkt des Erbfalles weder ein Verwandter noch ein Lebenspartner noch ein Ehegatte des Erblassers vorhanden ist. Erbe wird dann der Staat in Gestalt des Bundeslandes, dem der Erblasser zur Zeit des Todes angehört hat (§ 1936 Abs. 2 BGB), meist wahrgenommen durch Finanzministerium bzw. Bezirksregierung. Der Staat kann die ihm als gesetzlichem Erben angefallene Erbschaft nicht ausschlagen, § 1942 Abs. 2 BGB. Im Übrigen siehe Staatserbrecht.

#### Todesfälle in der DDR
Die Erbfolge bei Todesfällen in der DDR vor dem 3. Oktober 1990 vollzieht sich gemäß dem Einigungsvertrag weitgehend nach dem dort seit 1976 gültig gewesenen Zivilgesetzbuch (ZGB).

### Erbrecht seit dem 1. Januar 2010
Am 1. Januar 2010 ist das Gesetz zur Änderung des Erb- und Verjährungsrechts in Kraft getreten. Hauptanliegen der Reform war die Modernisierung der Pflichtteilentziehungsgründe, wobei die Höhe des Pflichtteils nicht angetastet wurde. Zudem wurden die Stundungsregelungen erweitert. Weiterhin wurde eine gleitende Ausschlussfrist für den Pflichtteilergänzungsanspruch in das Gesetz aufgenommen. Die vorgesehene bessere Honorierung von Pflegeleistungen beim Erbausgleich wurde nur insoweit verwirklicht, als der neue § 2057a BGB vorsieht, dass jetzt auch die Pflegeleistungen desjenigen Abkömmlings bei der Erbausgleichung berücksichtigt werden, der nicht unter Verzicht auf berufliches Einkommen gepflegt hat. Ein weiteres Hauptziel der Reform war die Abkürzung der Verjährung von familien- und erbrechtlichen Ansprüchen, die jetzt der Regelverjährung von drei Jahren (§ 195 BGB) und nur in Ausnahmefällen der dreißigjährigen Verjährung unterliegen.

## Kollisionsrecht

### EU-Erbrechtsverordnung
Seit dem 17. August 2015 richtet sich das auf die Rechtsnachfolge von Todes wegen anzuwendende Recht im internationalen Privatrecht unmittelbar nach der EU-Erbrechtsverordnung (ErbVO). Nur soweit das auf die Rechtsnachfolge von Todes wegen anzuwendende Recht nicht in den Anwendungsbereich der ErbVO fällt, bleibt Raum für nationales Recht.
Art. 15 des Gesetzes zum Internationalen Erbrecht und zur Änderung von Vorschriften zum Erbschein sowie zur Änderung sonstiger Vorschriften vom 29. Juni 2015 trägt dieser veränderten Rechtslage Rechnung.
Art. 25 des Einführungsgesetzes zum Bürgerlichen Gesetzbuche (EGBGB) bestimmt seitdem aus Gründen eines möglichst weitgehenden Gleichlaufs des erbrechtlichen Kollisionsrechts, dass insoweit die Vorschriften des Kapitels III der ErbVO entsprechend gelten. Art. 26 EGBGB enthält in seiner neuen Fassung nur Regeln des Formstatus für Verfügungen von Todes wegen. Für letztwillige Verfügungen bleibt es bei der Anwendbarkeit des  Haager Übereinkommens vom 5. Oktober 1961 über das auf die Form letztwilliger Verfügungen anzuwendende Recht, dem die Bundesrepublik Deutschland mit Gesetz vom 27. August 1965 zugestimmt hat (Art. 26 Abs. 1 EGBGB), für Erbverträge gilt die ErbVO (Art. 26 Abs. 2 EGBGB).

### Rechtslage bis 16. August 2015

#### Erbstatut
Nach Art. 25 Abs. 1 EGBGB ist das Erbstatut das Heimatrecht des Erblassers zum Zeitpunkt seines Todes. Dabei ist regelmäßig der renvoi nach Art. 4 Abs. 1 S. 1 EGBGB zu beachten.
Beispiel: Der Franzose E stirbt in Hamburg ohne ein Testament zu hinterlassen. Er hat in Hamburg seit 30 Jahren gelebt und gearbeitet und hinterlässt ein Grundstück sowie mehrere Bankkonten in Deutschland.
Art. 25 Abs. 1 EGBGB beruft französisches Recht. Dieses verweist durch renvoi für Mobiliarvermögen auf das Recht des letzten gewöhnlichen Aufenthaltes und für Immobiliarvermögen auf das Belegenheitsrecht, sog. Nachlassspaltung. Somit kommt es wiederum zur Anwendung deutschen Rechts, das die Verweisung nun annimmt.
Auch für die eingetragene Lebenspartnerschaft gilt nach Art. 17b Abs. 1 S. 2 EGBGB das Erbstatut, es sei denn, dass nach diesem dem Lebenspartner kein Erbrecht zusteht. In diesem Fall kommt das Recht des registerführenden Staates zu Anwendung.
Nach Art. 25 Abs. 2 EGBGB kann der Erblasser für in Deutschland belegenes unbewegliches Vermögen deutsches Recht wählen. Unbewegliches Vermögen umfasst Grundstücke, Grundstücksbestandteile und Zubehör, aber auch beschränkte dingliche Rechte. Art. 25 Abs. 2 EGBGB ist nicht allseitig auszubauen, d. h., es kann etwa für italienische Grundstücke nicht italienisches Recht gewählt werden.
Die Rechtswahl nach Art. 25 Abs. 2 EGBGB ist ein eigenständiges Rechtsgeschäft. Es unterliegt der Form des Art. 26 EGBGB. Die Testierfähigkeit ist nach deutschem Recht zu bestimmen. Eine Teilrechtswahl ist zulässig, das heißt die Rechtwahl kann sich, wenn mehrere Grundstücke vererbt werden, auch nur auf ein Grundstück in Deutschland beschränken. Wählt der Erblasser für seinen gesamten Nachlass deutsches Recht, ist streitig, ob diese wenigstens in Bezug auf in Deutschland gelegene Immobilien aufrechterhalten bleiben kann. Nach herrschender Ansicht ist dies regelmäßig analog § 2085 BGB zu bejahen (geltungserhaltende Reduktion).

#### Form der Verfügung von Todes wegen
Eine Ausnahme vom allgemeinen Erbstatut bilden die Verfügungen von Todes wegen. Die Formerfordernisse des Art. 26 Abs. 1 bis 4 EGBGB folgen weitgehend des Haager Übereinkommens über das auf die Form letztwilliger Verfügungen anzuwendende Recht vom 5. Oktober 1961 (sog. inkorporierter Staatsvertrag). Die vielfältigen, alternativen Anknüpfungen dienen dem Zweck, Testamente nicht aus Formgründen für ungültig zu halten (favor testamenti). Bei den Verweisungen des Art. 26 Abs. 1 bis 4 EGBGB findet kein renvoi statt. Die Testierfähigkeit ist nicht nach der allgemeinen Geschäftsfähigkeit des Art. 7 Abs. 1 EGBGB zu beurteilen, sondern unterliegt dem Erbstatut. Für den Statutenwechsel ist Art. 26 Abs. 5 EGBGB zu beachten: Die Gültigkeit des Testamentes ist nach dem hypothetischen Erbstatut im Zeitpunkt der Errichtung der Verfügung zu beurteilen; daran vermag auch ein nachträglicher Wechsel des Erbstatuts nicht zu ändern.

#### Qualifikationsfragen
Fraglich ist die Qualifikation zunächst bei erbrechtlichen Problemen im Gesellschaftsrecht. Hierbei ist zwischen Kapitalgesellschaften und Personengesellschaften zu unterscheiden: Über die Vererbung von Gesellschaftsanteilen einer Kapitalgesellschaft entscheidet das Erbstatut, da der Bestand der Gesellschaft durch den Tod eines Gesellschafters nicht berührt wird. Dies liegt anders bei Personengesellschaften: Hier entscheidet zunächst das Gesellschaftsstatut, ob überhaupt die Gesellschafterstellung überhaupt erblich ist. Das Erbstatut entscheidet dann, wer die Gesellschafterstellung einnimmt.
Heftig umstritten ist daneben die Qualifikation des güterrechtlichen Ausgleichs zwischen Ehegatten im Todesfall, so besonders im deutschen Recht des § 1371 BGB. Die Rechtsprechung qualifiziert die Vorschrift güterrechtlich, da die Vorschrift eine Sonderordnung des Vermögens während der Ehe betreffe. In der Literatur wird demgegenüber eine erbrechtliche Qualifikation oder die Doppelqualifikation befürwortet.

### Lehrbücher
- Hans Brox, Wolf-Dietrich Walker: Erbrecht. 28. Auflage, München 2018, Verlag Vahlen (bis 23. Auflage: Verlag Carl Heymanns), ISBN 978-3-8006-5697-4
- Rainer Frank, Tobias Helms: Erbrecht. 5. Auflage, München 2010, Verlag C.H. Beck, ISBN 978-3-406-60076-0
- Heinrich Lange, Kurt Kuchinke: Erbrecht. 5. Auflage, München 2001, Verlag C.H. Beck, ISBN 978-3-406-47253-4
- Dieter Leipold: Erbrecht. Ein Lehrbuch mit Fällen und Kontrollfragen. 23. Auflage, Verlag Mohr Siebeck, Tübingen 2022, ISBN 978-3-16-161550-4.
- Lutz Michalski: BGB-Erbrecht. 3. Auflage, 2006, Verlagsgruppe Hüthig-Jehle-Rehm, ISBN 978-3-8114-9015-4
- Dirk Olzen: Erbrecht. 3. Auflage, Berlin-New York 2009, Verlag de Gruyter, ISBN 978-3-89949-563-8
- Wilfried Schlüter: Erbrecht. 15. Auflage 2004, ISBN 3-406-51691-2
- Wilfried Schlüter: Erbrecht. (aus der Reihe: pdW – Prüfe Dein Wissen), 10. Auflage, München 2007, Verlag C.H. Beck, ISBN 978-3-406-55711-8

### Kommentare
- Wolfgang Burandt, Dieter Rojahn (Hrsg.): Erbrecht. Kommentierung von BGB, FamFG, ZPO, BeurkG, GBO, EGBGB, EStG, ErbStG. München 2011, Verlag C.H. Beck, ISBN 978-3-406-60259-7

### Sonstige
- Jens Beckert: Unverdientes Vermögen. Soziologie des Erbrechts. Campus-Verlag, Frankfurt am Main/New York, 2004. ISBN 3-593-37592-3